# Aleksandra Siemieniuk
Aleksandra Siemieniuk – gitarzystka, gra na gitarze rezofonicznej, akustycznej i elektrycznej. W swojej grze wykorzystuje techniki fingerpicking i slide. Jest także autorką tekstów poświęconych afroamerykańskim stylom muzycznym.

## Życiorys
Zadebiutowała w 2001 w duecie Proud Mary założonym wspólnie z gitarzystką i wokalistką Karoliną Koriat. W ciągu trzech lat istnienia zespół wystąpił na większości polskich i kilku zagranicznych festiwalach bluesowych, gdzie wyróżniano go za wierność tradycji, wykonawstwo i oryginalność artystyczną.
W 2002 duet otrzymał stypendium umożliwiające uczestnictwo w International Guitar Seminars – warsztatach gitary akustycznej i gitary slide w Nowym Jorku, podczas których Aleksandra uczyła się z pierwszej ręki od Boba Brozmana, Woody Manna oraz Johna Cephasa.
W latach 2004–2005 współtworzyła trio Blue Sounds, z którym nagrała album Tak naprawdę to wszystko z miłości. Płyta doczekała się reedycji w Japonii pod angielskim tytułem To Be Honest It’s All Because of Love nakładem wytwórni BSMF Records.
Muzyczne fascynacje skłoniły ją do napisania pracy magisterskiej z socjologii poświęconej ewolucji, znaczeniu i wykorzystaniu dźwięku w czarnej muzyce. Jej obszerne fragmenty zostały opublikowane w kwartalniku Muzyka Instytutu Sztuki PAN. 
W latach 2005–2016 była gitarzystką w zespole Magdy Piskorczyk, z którą koncertowała w kraju i za granicą oraz brała udział w nagraniu jej czterech płyt. Trzy wydawnictwa (Magda Live, Afro Groove, Mahalia) otrzymały nominację do nagrody Fryderyk (2009, 2012) w kategorii Album Roku – Blues.
Autorka instrumentalnego mini-albumu World Looks Bad (2011). W 2016 wraz z producentem o pseudonimie Monomotiv wydała album Koldfusion – funkowo trip-hopową mieszankę, gdzie gra na gitarach elektrycznej, akustycznej, dobro i barytonowej. 
Występowała m.in. z Bobem Brozmanem, a jako gitarzystka w zespole Magdy Piskorczyk z Wojciechem Karolakiem, amerykańskim harmonijkarzem i wokalistą Billy Gibsonem oraz szwedzkim wokalistą i gitarzystą Slidin' Slimem.
Prowadziła portal o polskich gitarzystkach Gitarzystki.pl. Współpracowała z Magazynem Gitarzysta, dla którego w 2016 przeprowadziła serię wywiadów z polskimi gitarzystkami.
Od 2016 gra w zespole Wieża Bajzel. 

## Festiwale
Aleksandra Siemieniuk (głównie jako gitarzystka Magdy Piskorczyk) była gościem wielu międzynarodowych festiwali, m.in.:
- Rawa Blues Festival, Duża Scena, Katowice (2001, 2002, 2005)
- Dobrofest, Trnava, Słowacja (2002, 2004, 2005)
- Blues v lese, Praga, Czechy (2003)
- International Women Weekend, Praga, Czechy (2004)
- Bliuzo Naktys Festival, Varniai, Litwa (2004)
- Resonator Guitar Festival, Sulingen, Niemcy (2005, 2006)
- International Blues Challenge, Memphis, USA (2006)
- Bluezzfest, Burgas, Bułgaria (2006)
- Blues sur Seine, Rosny sur Seine, Francja (2006)
- Blues Goes East, Karlsruhe, Niemcy (2007)
- City Sings Gospel, Liverpool, Wielka Brytania (2008)
- Trossinger Blues Fabrik, Trossingen, Niemcy (2009)
- Prerov Jazz Festival, Prerov, Czechy (2009, 2013)
- Gastroblues Festival, Paks, Węgry (2009)
- Bluescamp Festival, Fredrikstad, Norwegia (2010)
- Dusty Road Blues Festival, Tidaholm, Szwecja (2010)
- Satyrblues, Tarnobrzeg (2003, 2009, 2010)
- Jazz Blues Jamboree, Nove Zamky, Słowacja (2010)
- Eutin Bluesfest/Bluesbaltica, Niemcy (2011)
- Blues au chateau Festival, La Cheze, Francja (2012)
- Blues Bash, Tajpej, Tajwan (2012)
- Opole Gospel Festival (2012)
- Chemnitzer Blues Festival, Niemcy (2013)
- Toruń Blues Meeting, Toruń (2007, 2013)
- Głogowskie Spotkania Jazzowe, Głogów (2013)
- Old Jazz Meeting, Złota Tarka, Iława (2013)
- Vienna Blues Spring Festival, Austria (2014)
- Blue Wave Festival, Rugia, Niemcy (2014)
- Transit Festival, Burg Klempenow, Niemcy (2014)
- Jazztage Dresden Festival, Drezno, Niemcy (2014)

## Dyskografia

### Single
- Pani Mono - Praca, singiel, Awaria Records (2023)
- Pani Mono - Nie umiem śpiewać, singiel, Awaria Records (2021)
- Pani Mono - Tabletka, singiel, Awaria Records (2020)

### Płyty solowe
- Monomotiv & Aleksandra Siemieniuk  – Koldfusion, wyd. własne (2016)
- Aleksandra Siemieniuk – World Looks Bad, EP, wyd. własne (2011)

### Albumy
- Wieża Bajzel  – Fale, EP (2022)
- Wieża Bajzel – Na żywo, album koncertowy (2022)
- Magda Piskorczyk – Mahalia, Artgraff (2011)
- Magda Piskorczyk feat. Billy Gibson – Afro Groove, Artgraff (2011)
- Magda Piskorczyk & Slidin' Slim – Live at Satyrblues, Artgraff (2010)
- Magda Piskorczyk – Magda Live, Artgraff (2008)
- Blue Sounds – To Be Honest, It's All Because Of Love, BSMF Records (edycja japońska) (2008)
- Blue Sounds – Tak naprawdę to wszystko z miłości, Flower Records (edycja polska) (2006)

### Gościnnie
- Blady Jeleń – Badziewie świata całego, wyd. własne (w utworze Pieseczek) (2017)
- Piotr Ruciński – Let's Play a Blues (feat. Kevin Harris & Robert Majewski), 4ever Music (w utworach Wielkie koło i Deep River Blues) (2016)

### Kompilacje
- Antologia Polskiego Bluesa cz. 3, 4ever Music (jako część duetu Proud Mary w utworze Saturday Night Stroll) (2011)
- Antologia Polskiego Bluesa cz. 2, 4ever Music (gościnnie z Romanem Puchowskim w utworze Ocieramy się) (2009)
- Antologia Polskiego Bluesa cz. 1, 4ever Music (z Magdą Piskorczyk w utworach: All of Me, Muddy Water Blues; z Blue Sounds w utworze Z pewnością nie ty) (2008)
- Blues sur Seine Fete Ses 10 Ans, wyd. BSS, Francja (2008)
- Chorzy na bluesa śpiewają utwory Sławka Wierzcholskiego, Omerta Art (z Proud Mary w utworze Wspaniałe dziewczyny) (2004)

## Publikacje
- O źródłach idiomu afrykańskiej kultury muzycznej, Muzyka, R. LII, 2007, nr 1 (204)
- Mississippi i okolice. O tym dlaczego większość bluesów brzmi tak samo, Muzyka, R. L, 2005, nr 4 (199)